# Шафиров, Леонид Моисеевич
Леонид Моисеевич Шафиров — советский хозяйственный, государственный и политический деятель.

## Биография
Родился в 1931 году. Член КПСС.
С 1952 года — на хозяйственной, общественной и политической работе. В 1952—1993 гг. — второй помощник механика, механик парохода «Бородино», инженер, секретарь парткома Иркутского завода им. В. В. Куйбышева, 1-й секретарь Свердловского райкома КПСС города Иркутска, 1-й секретарь Иркутского горкома КПСС, слушатель Академии общественных наук при ЦК КПСС, начальник Восточно-Сибирского речного пароходства.
Делегат XXIV и XXV съездов КПСС.
Умер в Иркутске в 2004 году.